# Бедиль
Мирза Абд аль-Кадир Беди́ль (перс. عبدالقادر بیدل‎; 1644, Азимабад — 5 декабря 1720, Дели) — Индо-Персидский поэт и мыслитель, главный представитель поздней фазы индийской школы (sabk-e hendī) персидской поэзии.

## Биография
Родился в Азимабаде (Бенгалия) в семье военнослужащего. По некоторым данным был Чагатайского происхождения Американский ученый Оллворс считал, что он был узбекского происхождения.
С 1685 года до самого конца жизни жил в Дели. Начальное образование и знакомство с поэзией дала ему мама, с помощью ученика и брата его отца (Мирзо Каландар), так как его отец умер, когда ему было 4.5 года.
Наследие Бедила. включает 15 произведений, поэмы «Талисман изумления» («Тилсими хайрат», 1669), «Синай познания» («Тури маърифат», 1687–88), «Мистическое постижение» («Ирфан», 1711–12); прозаич. сочинения: «Эпистолы» («Рукаат»), «Утончённые мысли» («Нукат»).

## Наследие и его изучение
Бедиль оставил богатое философское и литературное наследие, которое изучается во многих странах. В частности такие ученые как Садриддин Айни, Ибрагим Муминов опубликовали ряд статей и монографий, в которых анализировались труды Бедиля.